# 謝爾蓋·斯捷帕申
谢尔盖·瓦季莫维奇·斯捷帕申（俄语：Серге́й Вади́мович Степа́шин，1952年3月2日—），俄罗斯政治人物，曾担任俄罗斯总理。上将军衔。

## 早年
1952年在苏占旅顺的苏联海军军人家庭出生。1973年毕业于设在圣彼得堡的苏联内务部高级政治学校和军事学院，1973年毕业后被分配到内务部特种部队服役，从事政治工作。后来斯捷帕申又考取了当时苏军政治部门的最高学府——列宁军事政治学院，1981年毕业，获历史学副博士、法律学博士。1987-1990年曾数次到巴库、费尔干纳、纳戈尔诺-卡拉巴赫、苏呼米等"热点地区"执行任务。

## 历任职务
1991年斯捷帕申任俄联邦安全署副署长、圣彼得堡和列宁格勒州联邦安全署署长。1992年任俄联邦安全部副部长。1993年9月─12月任俄联邦安全部第一副部长。1993年12月起任俄联邦反间谍局第一副局长，1994年3月3日─1995年3月任俄联邦反间谍局局长。1995年4月起任联邦安全局局长，6月30日，因处理布琼诺夫斯克人质危机事件不当而被解除联邦安全局局长职务。
1995年11月10日-1997年任政府办公厅机关行政处处长。1996年7月25日起任国防会议成员（国防会议于1998年3月3日取消）。1996年任俄联邦解决车臣危机国家委员会责任秘书。1997年起任安全会议成员。
1997年7月2日-1998年3月23日任司法部长。1998年3月30日起任内务部代理部长，同年4月28日起任内务部长。1998年5月21日至8月23日任俄政府主席团成员，同年8月晋升上将。1999年4月27日起兼任政府第一副总理，5月12日被任命为代总理，5月19日俄罗斯国家杜马以297票赞成，55票反对，11票弃权的投票表决任命斯捷帕申为政府新总理。8月9日，俄罗斯总统叶利钦宣布解散成立不足3个月的斯捷帕申政府，并任命普京为政府第一副总理和政府代总理。
媒体认为，斯捷帕申被解职，是因为他没有能有效制止祖国运动和全俄罗斯运动的联合，因为他们对叶利钦在2000年的大选中构成威胁。观察家们则说，斯捷帕申下台的原因之一，就是他对处理达吉斯坦问题“不及时”、“手软”。
2000年4月19日斯捷帕申被任命為俄罗斯联邦审计署署长，直至2013年9月20日卸任。

## 车臣问题
在解决车臣问题上，斯捷帕申一直持强硬立场。1994年10月30日，他成为剿除车臣非法武装行动领导小组成员。1994—1995年1月，他赴莫兹多克前线司令部，亲自领导了对车臣的侦察行动。